# Harry Kleiner
Harry Kleiner est un scénariste américain né le 10 septembre 1916 à Tbilissi et décédé le 17 octobre 2007 à Chicago. Il a parfois utilisé le pseudonyme de Harold Clements.

## Biographie
Né en Russie, d'une famille qui émigre en Amérique alors qu'il est encore enfant, il est élevé à Philadelphie. Il fait des études supérieures en sciences à l'université Temple, puis décroche une maîtrise en arts de l'université Yale.
Il devient scénariste à Hollywood pendant la Seconde Guerre mondiale. Il signe surtout des scénarios de qualité pour plusieurs films policiers, dont Crime passionnel (Fallen Angel) (1945) d'Otto Preminger, La Dernière Rafale (The Street With No Name) (1948) de William Keighley, La Maison de bambou (House of Bamboo) (1955) de Samuel Fuller et surtout Bullitt (1968) de Peter Yates qui lui vaut le prix Edgar-Allan-Poe du meilleur scénario. Il a également rédigé en 1966 le scénario du film de science-fiction Le Voyage fantastique (Fantastic Voyage) de Richard Fleischer.
Dans les années 1960, il travaille beaucoup pour la télévision et donne notamment plusieurs scripts pour les séries télévisées C'est arrivé à Sunrise (Bus Stop) et Le Virginien (The Virginian).
Il a parfois travaillé, seul ou en collaboration, sous le pseudonyme de Harold Clements.

## Filmographie

### Au cinéma
- 1945 : Crime passionnel (Fallen angel) d'Otto Preminger
- 1948 : La Dernière Rafale (The Street With No Name)
- 1952 : Duel dans la forêt (Red Skies of Montana)
- 1952 : La Loi du fouet (Kangaroo)
- 1953 : Salomé (Salome)
- 1953 : Capitaine King (King of the Khyber Rifles)
- 1953 : La Belle du Pacifique (Miss Sadie Thompson)
- 1954 : Carmen Jones
- 1955 : Le Souffle de la violence (The Violent Men)
- 1955 : La Maison de bambou (House of Bamboo)
- 1957 : Racket dans la couture (The Garment Jungle)
- 1959 : La Fin d'un voyou (Cry Tough)
- 1960 : Les Aventuriers (Ice Palace)
- 1961 : A Fever in the Blood (en)
- 1965 : The Final Hour
- 1966 : Le Voyage fantastique (Fantastic Voyage)
- 1968 : Bullitt, prix Edgar-Allan-Poe du meilleur scénario
- 1971 : Le Mans
- 1987 : Extrême Préjudice (Extreme Prejudice)
- 1988 : Double Détente (Red Heat)

### À la télévision
- 1962 : C'est arrivé à Sunrise (Bus Stop) (série télévisée) - Saison 1, épisode 15 : Summer Lightning, réalisé par Robert Altman
- 1962 : C'est arrivé à Sunrise (Bus Stop) (série télévisée) - Saison 1, épisode 18 : Turn Home Again, réalisé par Stuart Rosenberg
- 1962 : C'est arrivé à Sunrise (Bus Stop) (série télévisée) - Saison 1, épisode 20 : Put Your Dreams Away, réalisé par Ted Post
- 1962 : C'est arrivé à Sunrise (Bus Stop) (série télévisée) - Saison 1, épisode 24 : Verdict of 12, réalisé par Don Medford
- 1962 : Target: The Corruptors! (en) (série télévisée) - Saison 1, épisode 18 : Chase de Dragon, réalisé par Felix E. Feist
- 1962 : Target: The Corruptors! (en) (série télévisée) - Saison 1, épisode 28 : The Blind Goddess, réalisé par Arthur Hiller
- 1963 : Le Virginien (The Virginian) (série télévisée) - Saison 1, épisode 19 : The Man Who Couldn't Die
- 1963 : Le Virginien (The Virginian) (série télévisée) - Saison 1, épisode 22 : Vengeance Is the Spur
- 1963 : Le Virginien (The Virginian) (série télévisée) - Saison 1, épisode 28 : The Mountain of the Sun
- 1963 : Le Virginien (The Virginian) (série télévisée) - Saison 1, épisode 30 : The Final Hour
- 1964 : Le Virginien (The Virginian) (série télévisée) - Saison 3, épisode 16 : The Hour of the Tiger
- 1965 : Le Virginien (The Virginian) (série télévisée) - Saison 3, épisode 24 : Legend for a Lawman
- 1966 : Bob Hope Presents the Chrysler Theatre (en) - Saison 3, épisode 18 : The Faceless Man, réalisé par Stuart Rosenberg
- 1974 : Judgment: The Trial of Julius and Ethel Rosenberg (téléfilm) de Stanley Kramer et Lee Bernhardi

### Scénarios signés Harold Clements

#### Au cinéma
- 1968 : Piège à San Francisco (The Counterfeit Killer)
- 1973 : Madame Bijoux (Lady Ice)

#### À la télévision
- 1960 : Échec et mat (Checkmate) - Saison 1, épisode 5 : Face in the Window
- 1960 : Échec et mat (Checkmate) - Saison 1, épisode 8 : Deadly Shadow
- 1961 : Échec et mat (Checkmate) - Saison 1, épisode 14 : Terror From the East
- 1961 : Échec et mat (Checkmate) - Saison 1, épisode 19 : Between Two Guns
- 1961 : Échec et mat (Checkmate) - Saison 1, épisode 27 : The Deadly Silence
- 1961 : Échec et mat (Checkmate) - Saison 1, épisode 30 : Voyage Into Fear

## Prix et distinctions
- Prix Edgar-Allan-Poe du meilleur scénario 1969 pour Bullitt